# Número de Prandtl
O número de Prandtl Pr é um número adimensional que aproxima a razão de difusividade de momento (viscosidade cinemática) e difusividade térmica de um fluido, expressando a relação entre a difusão de quantidade de movimento e a difusão de quantidade de calor dentro do próprio fluido, sendo uma medida da eficiência destas transferências nas camadas limites hidrodinâmica e térmica. É um número adimensional importante para o estudo dos processos de transferência de calor por convecção. É nomeado em homenagem ao físico alemão Ludwig Prandtl.
Em problemas de transferência de calor, o número de Prandtl controla a espessura relativa das camadas limite de momento e térmica. Quando Pr é pequeno, significa que o calor difunde-se muito facilmente comparado à velocidade (momento).
O análogo para a transferência de massa do número de Prandtl é o número de Schmidt.

## Definição física
É definido como:
{\displaystyle \mathrm {Pr} ={\frac {\nu }{\alpha }}={\frac {\mbox{taxa difusao viscosa}}{\mbox{taxa de difusao termica}}}={\frac {c_{p}\mu }{k}}}
onde:
- {\displaystyle \nu } : viscosidade cinemática, {\displaystyle \nu =\mu /\rho }, (em unidades do SI : m²/s)
- {\displaystyle \alpha } : difusividade térmica, {\displaystyle \alpha =k/(\rho c_{p})}, (unidades do SI : m²/s)
- {\displaystyle \mu } : viscosidade dinâmica, (unidades do SI : Pa s)
- {\displaystyle k}: condutividade térmica, (unidades do SI : W/(m K) )
- {\displaystyle c_{p}} : calor específico, (unidades do SI : J/(kg K) )
- {\displaystyle \rho } : densidade, (unidades do SI : kg/m³ ).

Note-se que, enquanto o número de Reynolds e o número de Grashof são subscritos com uma escala de comprimento variável, o número de Prandtl não contém qualquer escala de comprimento na sua definição e depende apenas do fluido e do estado do fluido. Como tal, o número de Prandtl é frequentemente encontrado em tabelas de propriedades ao lado de outras propriedades, como viscosidade e condutividade térmica.
Uma definição mais sofisticada pode ser feita como sendo Pr aproximadamente a razão do escoamento de entalpia pela condução de calor multiplicada pela razão entre forças viscosas e forças de inércia, o que indica claramente acoplamento entre as equações que expressam a quantidade de movimento e a de energia, pois se há um escoamento (velocidade), também há transporte de entalpia (um forma de energia).
{\displaystyle \mathrm {Pr} \approx {\frac {\mbox{escoamento de entalpia}}{\mbox{conducao de calor}}}.{\frac {\mbox{forcas viscosas}}{\mbox{forcas de inercia}}}}

## Valores
Valores típicos para {\displaystyle \mathrm {Pr} } são:
- aproximadamente 0,015 para mercúrio
- aproximadamente 0,16-0,7 para misturas de gases nobres ou gases nobres com o hidrogênio
- aproximadamente 0,7-0,8 para ar e muitos outros gases,
- entre 4 e 5 para fluido refrigerante R-12
- aproximadamente 7 para água (a 20 graus Celsius)
- entre 100 e 40.000 para óleo de motor
- aproximadamente 1025 para o manto da Terra (rheid).

Para gases, o número de Prandtl é da ordem da unidade, significando que são comparáveis a difusão de momento e de energia. Misturas de hélio com argônio, criptônio e xenônio, assim como o hélio puro propiciam número de Prandtl variando entre 0,2 a 0,67. Estas misturas são usadas em sistemas de refrigeração por efeito termoacústico, sendo que os resultados teóricos
e experimentais apontam que o coeficiente de performance aumenta à medida que se diminui o
número de Prandtl.
Para o mercúrio (assim como os metais fundidos), por ser um metal líquido, altamente condutor de calor, a condução térmica é muito efetiva comparada à convecção: a difusividade térmica é dominante (Pr << 1), significando que a espessura da camada limite térmica é muito maior que a camada limite de velocidade.
Para óleo lubrificante de motor, predominantemente um hidrocarboneto, relativamente um isolante térmico, a convecção é muito efetiva em conduzir energia de uma área, comparada a condução pura: a difusividade de momento é dominante, o que é associado ao aumento da espessura das camadas limites hidrodinâmica e térmica (Pr >> 1).